# Ramon Soriano i Rubió
Ramon Soriano i Rubió (El Vendrell, Baix Penedès, 28 de setembre de 1954) és membre de la colla Dansaires del Penedès. Lletrista i compositor de sardanes, i autor de llibres de temàtica sardanista.
Estudis de solfeig i piano. La seva sardana Mercè riallera fou finalista del concurs Sardana de l'Any 2004.